# Красный жемчуг любви
«Красный жемчуг любви» — украино-российский художественный фильм 2007 года.

## Сюжет
Мария — молодая особа, живущая в роскоши и прожигающая жизнь благодаря удачному браку по расчёту. Её муж Фёдор — преуспевающий бизнесмен, отдающий все свои силы бизнесу. У пары нет детей, и по совету секретарши Мария обращается за помощью к бурятскому шаману. Шаман даёт главной героине талисман из якобы «красного жемчуга», чтобы притянуть к ней любовь. Талисман привлекает к Марии молодого мотогонщика Григория. C ним у неё случается бурный роман, в который она погружается с головой.
Страсть и огонь поглощают героев. Они буквально слепы в своей любви. Жизнь Марии впервые обретает смысл.
Однако следует быть осторожнее со своими желаниями. Мария счастлива, она беременеет и хочет уйти от мужа. Но что-то пошло не так, и «красный жемчуг» дал не тот эффект, которого ожидала героиня. Она теряет Григория и обретает ребенка.

## В ролях
| Актёр           | Роль                  |
| --------------- | --------------------- |
| Оксана Фандера  | Мария                 |
| Игорь Яцко      | Фёдор (муж Марии)     |
| Евгений Цыганов | Григорий (мотогонщик) |
| Юрий Степанов   | бурятский шаман       |
| Ирина Рахманова | Лида                  |
| Наталья Суркова | Александра Евгеньевна |